# منشور ۱۹۸۸ حماس
میثاق حماس یا منشور حماس که به‌طور رسمی در انگلیسی به عنوان میثاق جنبش مقاومت اسلامی شناخته می‌شود، در ابتدا در ۱۸ اوت ۱۹۸۸ صادر شد و هویت، مواضع و هدف‌های حماس (جنبش مقاومت اسلامی) را تشریح می‌کند. منشور جدیدی توسط خالد مشعل رهبر حماس در ۱ می ۲۰۱۷ در دوحه صادر شد.
منشور اولیه حماس را به عنوان اخوان المسلمین در فلسطین شناسایی می‌کند و اعضای آن را مسلمانانی می‌داند که «از خدا می‌ترسند و پرچم جهاد را در برابر ستمگران برافراشته اند». در این منشور آمده است که «مبارزه ما با یهودیان بسیار عظیم و بسیار جدی است» و خواستار ایجاد یک حکومت اسلامی در فلسطین به جای اسرائیل و سرزمین‌های فلسطینی و محو یا انحلال اسرائیل است. این منشور بر اهمیت جهاد تأکید می‌کند و در اصل ۱۳ بیان می‌کند: «برای مسئله فلسطین راه حلی جز جهاد وجود ندارد. ابتکارات، پیشنهادها و کنفرانس‌های بین‌المللی همگی اتلاف وقت و تلاش‌های بی‌حاصل است». منشور همچنین بیان می‌کند که حماس انسان‌گرا و مداراگر با سایر ادیان است مادامی که آنها «مناقشه کردن بر حق حاکمیت اسلام در این منطقه را متوقف کنند». منشور می‌افزاید: «دست کشیدن از هر بخشی از فلسطین به معنای دست کشیدن از بخشی از دین [اسلام] است». منشور اولیه به دلیل زبان خشونت‌آمیز آن علیه همه یهودیان مورد انتقاد قرار گرفت، به صورتی که برخی از مفسران آن را به عنوان تحریک به نسل‌کشی توصیف کردند.
در سال ۲۰۰۸، اسماعیل هنیه، رهبر حماس در غزه، اظهار داشت که حماس با پذیرش یک کشور فلسطینی در امتداد مرزهای ۱۹۶۷ موافقت می‌کند و یک آتش‌بس طولانی مدت با اسرائیل ارائه می‌کند. تونی بلر در مصاحبه با بی‌بی‌سی در سال ۲۰۰۹ اظهار داشت که حماس وجود اسرائیل را نمی‌پذیرد و به دنبال اهداف خود از طریق ترور و خشونت ادامه می‌دهد. با این حال، سر جرمی گرینستاک استدلال کرد که حماس از زمان پیروزی در انتخابات پارلمانی فلسطین در سال ۲۰۰۶، به عنوان بخشی از برنامه سیاسی خود منشور خود را اجرایی نکرده است. در عوض به سمت موضع سکولارتری رفته است. در سال ۲۰۱۰، خالد مشعل، رهبر حماس اظهار داشت که منشور «یک تکه از تاریخ است و دیگر حایز اهمیت نیست، اما به دلایل داخلی قابل تغییر نیست.» حماس از زمانی که تصمیم گرفت نامزدهایی را در انتخابات نامزد کند، از منشور خود دور شده است.
منشور سال ۲۰۱۷ برای اولین بار ایده تشکیل کشور فلسطین در داخل مرزهای قبل از سال ۱۹۶۷ را پذیرفت و به رسمیت شناختن اسرائیل را که از آن به عنوان "دشمن صهیونیستی " یاد می‌کند رد کرد. این منشور از چنین دولتی به صورت انتقالی حمایت می‌کند، اما از «آزادی کل فلسطین» نیز حمایت می‌کند. در سند جدید همچنین آمده است که این گروه به دنبال جنگ با مردم یهود نیست، بلکه تنها به دنبال جنگ با صهیونیسم که آن را مسئول «اشغال فلسطین» می‌داند است. مشعل همچنین اظهار داشت که حماس به همکاری خود با اخوان المسلمین پایان می‌دهد. پس از برنامه‌ریزی برای صدور منشور جدیدی در ماه مه ۲۰۱۷، دفتر بنیامین نتانیاهو، نخست‌وزیر اسرائیل بیانیه ای صادر کرد که در آن حماس را به تلاش برای فریب دادن جهان متهم کرد و همچنین از آن خواست تا فعالیت‌های تروریستی خود را برای یک تغییر واقعی خاتمه دهد.

## یهود ستیزی

### ایدئولوژی
به گفته ایبرهم فاکسمن از اتحادیه ضد افترا، «اعتقاد حماس فقط ضد اسرائیل نیست، بلکه عمیقاً یهودی‌ستیز با نژادپرستی در هسته آن است. منشور حماس مانند یک نبرد من امروزی است.» بر اساس این منشور، یهودیان «فقط دارای ویژگی‌های منفی هستند و در حال برنامه‌ریزی برای تسلط بر جهان معرفی می‌شوند.» منشور ۱۹۸۸ مدعی شد که یهودیان مستحق دشمنی و خشم خدا/الله هستند، زیرا آنها کتاب مقدس را دریافت کردند، اما متون مقدس آن را نقض کردند، نسبت به آیات خدا کفر ورزیدند، و پیامبران خود را کشتند.
مفسران متعددی، از جمله جفری گلدبرگ و فیلیپ گورویچ، این متن را به عنوان تحریک نسل‌کشی معرفی کرده‌اند.

### جهاد پیکارجویانه
منشور ۱۹۸۸ در تشریح اینکه چگونه جهاد علیه یهودیان یک وظیفه بود، فراتر رفت. روزی که دشمنان بخشی از سرزمین مسلمین را غصب کنند، جهاد وظیفه فردی هر مسلمانی می‌شود. در مقابل غصب فلسطین توسط یهودیان، برافراشتن پرچم جهاد واجب است. برای انجام این امر مستلزم اشاعه هشیاری اسلامی است. در میان توده‌ها چه در سطح منطقه ای، چه در سطح عربی و چه در سطح اسلامی باید روحیه جهادی را در قلب ملت نهادینه کرد تا با دشمنان مقابله کنند و به صفوف مبارزان بپیوندند.